# Río Catamayo
Der Río Catamayo ist der 206 km lange rechte Quellfluss des Río Chira in der Provinz Loja im Süden von Ecuador.

## Flusslauf
Der Río Catamayo entspringt in den Anden im äußersten Südosten der Provinz Loja auf einer Höhe von etwa 3250 m. Das Quellgebiet liegt innerhalb des Nationalparks Yacurí. Der Río Catamayo fließt anfangs in überwiegend nordnordwestlicher Richtung durch das Gebirge. Bei Flusskilometer 129, 5 km östlich der Stadt Catamayo, mündet der Río Guayabal von Norden kommend in den Río Catamayo. Anschließend wendet sich dieser nach Südwesten. Bei Flusskilometer 87 trifft die Quebrado Bella Maria von Süden kommend auf den Río Catamayo. Dieser wendet sich im Anschluss nach Westen und später in Richtung Westnordwest. Bei Flusskilometer 57 mündet der Río Playas von Nordosten kommend in den Río Catamayo. Daraufhin ändert dieser seine Fließrichtung nach Südsüdwest und später nach Westsüdwest. Zwischen den Flusskilometern 55 und 40 verläuft die Fernstraße E35 (Loja–Macará) entlang dem Flusslauf. Bei Flusskilometer 40 mündet der Río Tangula von Süden kommend in den Río Catamayo. Schließlich erreicht der Río Catamayo knapp 25 km westnordwestlich der Stadt Macará die Grenze zu Peru und vereinigt sich mit dem aus Richtung Ostsüdost kommenden Río Macará zum Río Chira.

## Einzugsgebiet
Der Río Catamayo entwässert ein Areal von etwa 4230 km². Das Einzugsgebiet grenzt im Nordwesten an das des Río Alamor, im Norden an das des Río Puyango (Río Tumbes), im Nordosten an das des Río Jubones, im Osten an das des Río Zamora, im Südosten an das des Río Mayo (Río Chinchipe) sowie im Süden an das des Río Macará.